# Raphael Zehnder

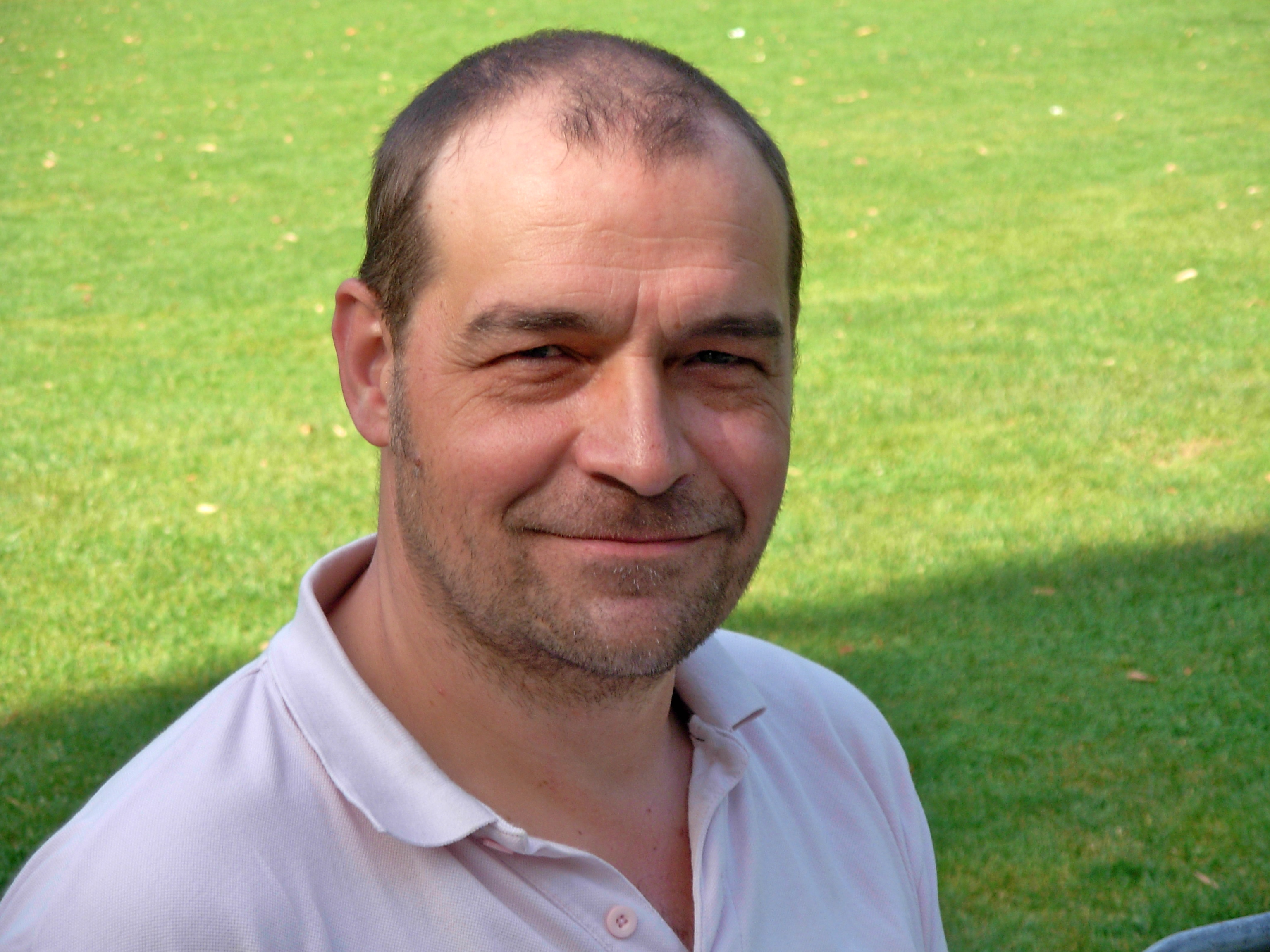
Raphael Zehnder, 2016

Raphael Zehnder (* 13. Mai 1963 in Baden, Schweiz) ist ein Schweizer Journalist und Kriminalschriftsteller.

## Leben
Raphael Zehnder arbeitete als Schallplatten- und CD-Verkäufer, Konzertveranstalter, Nachtwächter und Musikjournalist, bevor er an der Universität Zürich französische und lateinische Literatur- und Sprachwissenschaft studierte. 2004 promovierte er dort mit einer Arbeit über den lateinischen Einfluss auf die «Cent Nouvelles nouvelles», die erste Novellensammlung in französischer Sprache, die um 1460 am burgundischen Hof entstand.
Nach 15 Jahren im Print-Journalismus wechselte er 2002 zum öffentlich-rechtlichen Rundfunk, wo er als Redaktor für Gesellschaftsfragen arbeitet. Er lebte 26 Jahre in Zürich und zog 2008 nach Basel.
2006 begann er mit seiner Arbeit an Kriminalromanen um Müller Benedikt, Ermittler bei der (fiktiven) Polizei Zürich, der an einem Schusswaffentrauma leidet. Von 2013 bis 2019 veranstaltete Zehnder mit Daniel Rohr vom Theater Rigiblick in Zürich jeweils im Frühjahr die «Zürcher Kriminalnacht». Mit dem fünften Band, Müller voll Basel (2018), holte der Autor seinen Kommissär zu sich an den neuen Wohnort Basel.
Die Zeit vom 8. November 2012 über den ersten Müller-Roman:
«Sprachlich ist dies sicherlich das auffälligste Buch der Schweizer Herbstsaison. Hier wird die Geschichte (ehrenwerter, grüblerischer Kriminalpolizist ermittelt in einem Mordfall in der Zürcher Musikszene) von der Sprache geradezu unterspült. Aber das macht nichts. Man ist als Leser fasziniert von diesem ständig vor sich her quatschenden Ich-Erzähler, der sich vom eigenen Sockel schießt. Er kann seinen Figuren nicht zuhören, weil er so sehr mit sich selbst beschäftigt ist, sie machen sich auf und davon, entgleiten ihrem Schöpfer. Geschriebener Rock’n’Roll, der die Gesetze des Genres ad absurdum führt. Ein wahrhaftig lustiges Buch, was hierzulande selten ist.»
Mit Müller und die Schweinerei (2013) und Müller und das Lächeln des Hundes (2014) war er für den Zürcher Krimipreis nominiert, mit Müller und der Mann mit Schnauz (2015) hat er ihn gewonnen. Mit dem zehnten Band «Müller und das letzte Gefecht» (2024) hat er seine Reihe um den Kriminalkommissär Müller Benedikt abgeschlossen.
Zehnder ist Mitglied im Krimi Schweiz – Verein für schweizerische Kriminalliteratur und gehörte bis 2023 der Jury des Schweizer Krimipreises an.

## Krimi-Veröffentlichungen
(Quelle: )
- Müller und die Tote in der Limmat (2012, Emons, Köln)
- Müller und die Schweinerei (2013, Emons, Köln)
- Müller und das Lächeln des Hundes (2014, Emons, Köln)
- Müller und der Mann mit Schnauz (2015, Emons, Köln)
- Müller und die Ambulanzexplosion (2016, Emons, Köln)
- Müller voll Basel (2018, Emons, Köln)
- Müller und der schwarze Freitag (2019, Emons, Köln)
- Müller und die Schützenmatte (2021, Emons, Köln)
- Müller und der Himmel über Basel (2022, Emons Köln)
- 41'285 km² Verbrechen (2023, Emons Köln)
- Müller und das letzte Gefecht (2024, Emons, Köln)

## Weitere Veröffentlichungen
- Herausgeber: Zürich in den 1970er Jahren, Köln 2020, Bildband mit 300 Fotos. ISBN 978-3-7408-0940-9[12]
- Bei Ankunft ein Toter in Zürich-West, in: Paul Ott/Barbara Saladin (Hrsg.), Mordsschweiz, 2021, Gmeiner, Messkirch, S. 301–312. ISBN 978-3-8392-0061-2

## Rezensionen
- Eva Pfister: Schöne neue Arbeitswelt. In: WOZ Die Wochenzeitung. 7. Mai 2015.
- Marc Krebs: Hunkelers Nachfolger kommt aus Zürich. In: TagesWoche. 18. Oktober 2016.
- Olivier Joliat: Hunkeler trifft seinen Nachfolger. In: TagesWoche. 10. Juni 2018.
- Hansruedi Kugler: Von Schlägereien, Messerstichen, verzweifelten Verkäuferinnen und genervter Polizei. In: bz Basel/Aargauer Zeitung. 7. November 2019.
- Matthias Zehnder: Videobuchtipp "Müller und die Schützenmatte", mit Interview. 15. April 2021.
- Markus Gasser in "Buchzeichen" (Radio SRF 1) 20. Dezember 2022